# T 8 (torpediniera Italia)
La T 8 è stata una torpediniera della Regia Marina, precedentemente appartenuta alle Marine austroungarica e jugoslava.

## Storia
Costruita nei cantieri Danubius di Porto Re con il nome di TB 97F (poi abbreviato, dal 21 maggio 1917, in TB 97), la nave faceva parte in origine della classe «TB 82F» di torpediniere costruite per conto della Marina imperiale austroungarica.
L'armamento originario della nave era composto da due cannoni Skoda da 66/30 mm, una mitragliera da 8,3/66 mm e quattro tubi lanciasiluri da 450 mm.
In servizio nel dicembre 1916, la torpediniera prese parte alla prima guerra mondiale. Tra le azioni cui prese parte si può citare quella del 10-11 giugno 1918, quando scortò da Pola a Porto Tayer, insieme ai cacciatorpediniere Balaton e Orjen ed alle torpediniere TB 80, TB 90 e TB 96, la corazzata Viribus Unitis in quella che avrebbe dovuto essere una trappola per la flotta italiana, che sarebbe uscita in mare a contrasto di un'incursione nel canale d'Otranto per poi essere circondata da un superiore numero di unità nemiche, ma l'operazione venne interrotta a causa dell'affondamento della corazzata Szent Istvan da parte di MAS italiani.
Conclusasi la guerra, in seguito alla dissoluzione dell'Impero austro-ungarico e con esso della k.u.k. Kriegsmarine, la TB 97 passò alla neonata Marina reale jugoslava, dove assunse la denominazione di T 8.
Negli anni venti la nave venne sottoposta a lavori di modifica, che comportarono la sostituzione dei due pezzi da 66/30 mm con altrettanti del più moderno modello da 66/50, nonché l'aggiunta di una seconda mitragliera da 8,3/67 mm.
Successivamente, in seguito ad ulteriori modifiche, i cannoni da 66/42 mm vennero rimpiazzati da altrettanti da 66/50, mentre le due mitragliere da 8,3 mm furono eliminate a favore di un'arma singola da 15/84 mm.
Il 17 aprile 1941, in seguito all'invasione della Jugoslavia, la T 8 venne catturata a Cattaro o Sebenico dalle truppe italo-tedesche ed incorporata nella Regia Marina, mantenendo invariato il proprio nominativo.
La nave venne assegnata al V Gruppo Torpediniere con base a Spalato, formato da unità vetuste quali le unità gemelle T 5, T 6 e T 7, un'altra torpediniera ex jugoslava, la T 1, e la vecchia torpediniera/cannoniera italiana Ernesto Giovannini. Avendo un potenziale bellico ormai estremamente ridotto, venne adibita principalmente a compiti di scorta costiera nelle acque della Dalmazia.
In seguito alla proclamazione dell'armistizio di Cassibile, ed all'occupazione tedesca della Dalmazia, la T 8 lasciò il porto di Ragusa per evitare la cattura e fu inviata a Meleda, dove avrebbe dovuto imbarcare ed evacuare truppe italiane. Tuttavia, quando giunse in vista dell'isola, la torpediniera fu fatta segno di tiro d'artiglieria, dovendo quindi invertire la rotta e dirigere verso sudest. Il 10 settembre 1943, mentre procedeva parallela alla costa, venne attaccata da bombardieri in picchiata tedeschi tra l'isola di Mezzo e l'isolotto di Olipa: colpita da alcune bombe in corrispondenza delle caldaie, che scoppiarono, la T 8 s'inabissò una ventina di miglia a nordovest di Ragusa. 
Il relitto della torpediniera giace su fondali di circa 64 metri. La prua è separata dal resto dello scafo, e giace coricata sul fianco sinistro, mentre la parte poppiera è in buone condizioni. Il fondale circostante il relitto è disseminato di numerosi rottami.